# Esercito eritreo
L’esercito eritreo è l'arma principale delle Forze di difesa dello Stato dell'Eritrea ed è uno dei più grandi eserciti in Africa. I ruoli principali dell'esercito in Eritrea sono la difesa dagli aggressori esterni, la sicurezza delle frontiere e lo sviluppo della coesione nazionale. Storicamente, il predecessore dell'esercito eritreo, il Fronte di Liberazione del Popolo Eritreo (EPLF), ha svolto un ruolo importante nello stabilire e difendere l'indipendenza del paese dall'Etiopia nel 1991 durante la guerra d'indipendenza dell'Eritrea. Da allora l'esercito ha continuato a essere coinvolto in conflitti di confine di basso livello con l'Etiopia e molti altri vicini, tra cui il Gibuti e lo Yemen, di cui il più notevole è la guerra Etiopia-Eritrea dal 1998 al 2000, che si concluse con una parziale vittoria militare etiope e una vittoria sulla linea di confine eritrea. È ampiamente considerato come uno degli eserciti più capaci e più grandi in Africa nonostante il paese abbia una popolazione più piccola rispetto alla maggior parte dei suoi vicini, con 250.000-300.000 soldati circa a causa del servizio nazionale obbligatorio. La coscrizione è diventata aperta dopo la guerra con l'Etiopia e non ha avuto luogo alcuna smobilitazione.

## Storia
L'esercito eritreo è una conseguenza del rivoluzionario Fronte di Liberazione del Popolo Eritreo (FLPE). La prova del fuoco sperimentata dal FLPE durante la guerra d'indipendenza dell'Eritrea creò una forza che seppe fare i conti con la più grande forza armata del continente africano. Quando l'Eritrea ottenne l'indipendenza, l'esercito del paese era ammirato come una delle forze di combattimento più efficaci non solo in Africa ma nel mondo.
Durante la lotta per l'indipendenza eritrea il FLPE combatté più combattimenti su larga scala verso la fine della guerra. Le più decisive furono la battaglia di Afabet nel 1988 e la battaglia di Massaua nel 1990. Queste battaglie videro la collisione delle principali unità del FLPE contro una forza armata convenzionale.
Dalla sua indipendenza nel 1992, l'Eritrea ha partecipato a molteplici guerre e scontri con i suoi vicini. In particolare la guerra con l'Etiopia ed il conflitto di confine con Gibuti. Soprattutto Eritrea e Gibuti hanno avuto varie guerre e scontri negli ultimi due decenni. Nel 2008 le relazioni tra l'Eritrea e Gibuti vennero guidate ad un punto in cui la guerra era imminente, ma evitarono la guerra su vasta scala. L'esercito eritreo venne coinvolto anche nella seconda guerra civile in Sudan durante la quale il governo eritreo sostenne ed organizzò vari gruppi ribelli anti-sudanesi. In particolare, l'esercito eritreo fornì ai ribelli del SPLA armi, addestramento e intelligence. In alcuni casi, gli eritrei inviarono persino forze di spedizione segrete in Sudan per combattere direttamente a fianco degli insorti contro le forze armate sudanesi, ad esempio nell'Operazione Thunderbolt (1997). Inoltre, l'esercito eritreo inviò uno dei suoi battaglioni a combattere nella prima guerra del Congo a causa dell'alleanza dell'Eritrea con il Ruanda in quel momento. Gli eritrei presero parte all'intera campagna, combattendo con l'alleanza pro-AFDL e coprendo oltre 1.500 km. Secondo il giornalista del Corno d'Africa Martin Plaut, questa fu "un'impresa straordinaria, specialmente per i soldati che hanno percorso l'intera distanza in stivali di gomma, con poco o nessun supporto logistico" . Alla fine della guerra, il contingente eritreo era affamato, esausto e malato; aveva subito numerose vittime a causa delle avverse condizioni del paese.

## Organizzazione
È difficile ottenere informazioni sulla struttura e sulle formazioni dell'esercito eritreo poiché le unità vengono spesso spostate e riorganizzate per impedire loro di formare lealtà ai comandanti. Nel 1992, il presidente formò un gruppo di lavoro di ex ufficiali delle forze armate etiopi per suggerire la struttura del nuovo esercito eritreo. Essi raccomandarono che l'esercito fosse basato su divisioni, ciascuna guidata da un colonnello, con il capo di stato maggiore che fosse un maggior generale e un ministro della difesa civile. Il gruppo di lavoro raccomandò che i militari fossero professionalizzati ed istituzionalizzati, mantenendo piccoli numeri a causa delle risorse limitate e delle piccole dimensioni dell'Eritrea. Tuttavia, il presidente Isaias Afwerki ignorò la maggior parte dei loro consigli e promosse 37 ex combattenti della guerra per l'indipendenza ai gradi di ufficiali generali. Ciò ostacolò lo sviluppo dell'esercito come istituzione e venne fatto in modo che potesse metterli l'uno contro l'altro e mantenere la lealtà dell'esercito nei suoi confronti. A causa del frequente cambiamento dell'organizzazione e degli incarichi dei comandanti e dei capi di stato maggiore da parte del presidente, nonché della mancanza di documenti ufficiali che li registrano, è difficile mettere insieme un quadro completo della struttura dell'esercito eritreo ed esso si basa in gran parte sui rapporti militari degli ex alti ufficiali dell'esercito eritreo.
Nel febbraio 1991 le divisioni dell'EPLA furono subordinate a quattro corpi d'armata, il 161°, il 271°, il 381° ed il 491°. Durante gli anni '90 c'erano un totale di 24 divisioni.
Dal 2001 l'esercito subì ampie riforme e portò alla creazione di zone di comando militare regionali, che a loro volta vengono frequentemente modificate. Attualmente, a partire dalla fine degli anni 2000, le forze terrestri eritree sono organizzate in quattro corpi d'armata composti da venti brigate di fanteria, una brigata meccanizzata e una divisione di commando (queste ultime due erano state create nel 1991). Le fonti non sono chiare sull'esistenza o meno dei quattro corpi d'armata. C'è anche una Guardia presidenziale che comprende tre unità di circa 2.000 uomini. Questi servono come sicurezza personale del presidente e ricevono una paga ed un equipaggiamento migliori, inoltre vengono utilizzati per proteggere i prigionieri politici. In totale queste forze sono stimate in un numero compreso tra 250.000 e 300.000 uomini, compreso un gran numero di coscritti di età compresa tra diciotto e cinquant'anni. Queste forze sono divise in cinque zone di comando, come definito nel 1865 dal consiglio supremo del Fronte di Liberazione Eritreo. Ogni zona è guidata da un generale, che secondo quanto riferito ha acquisito un notevole potere politico a spese delle amministrazioni civili locali dalla guerra con l'Etiopia. I vice comandanti di zona vengono selezionati per la loro lealtà al presidente Isaias Afwerki, che li usa per mantenere il controllo. Le zone sono le seguenti: Gasha-Barka (Zona 1), Ovest (Zona 2), Sud (Zona 3), Est (Zona 4), Centro (Zona 5). Asmara, la capitale, è compresa in quest'ultima zona. Successivamente queste zone vennero riformate in tre nuove zone, i fronti Centrale, Orientale ed Occidentale. Un campo di addestramento militare si trova vicino ad Assab. Grandi forze sono ancora tenute vicino al conteso confine etiope.
Nel 2012 il governo ha preso una misura extra per istituire una "milizia popolare" per il segmento più anziano della popolazione, gli uomini di sessant'anni e le donne di settant'anni e meno.
Poiché i comandanti militari della regione riferiscono direttamente al presidente, l'ufficio del ministro della Difesa è in gran parte cerimoniale.

### Il servizio nazionale
Dati i frequenti conflitti di confine tra l'Eritrea e i suoi vicini, i numeri dell'esercito sono sempre stati mantenuti attraverso la coscrizione con la proclamazione sul Servizio nazionale eritreo, sia per uomini che per donne di età compresa tra i 18 e i 40 anni, una politica introdotta ufficialmente dal presidente Afwerki in 1995. Così l'Eritrea è rimasta in uno stato di mobilitazione dopo le guerre con l'Etiopia. Secondo un foglio informativo del Dipartimento di Stato degli Stati Uniti dell'ottobre 2007 il servizio nazionale eritreo consiste in "circa sei mesi di addestramento militare, seguiti da un certo numero di anni di servizio militare o di altro servizio di governo". Oltre ai coscritti della difesa nazionale, trascorrono anche il tempo di pace lavorando su progetti di edilizia pubblica. Vengono pagati non più di 30 dollari al mese. Non c'è un limite di durata per il servizio nazionale, essendo stato reso a tempo indeterminato nel 1998. Sebbene la durata media sia di circa sei anni, ci sono casi individuali di soldati che hanno riferito di essere stati costretti a prestare servizio per più di un decennio. Il gran numero di truppe ha avuto anche qualche effetto sull'economia eritrea. Secondo quanto riferito, molti coscritti vivono in condizioni terribili e sono essenzialmente utilizzati per il lavoro degli schiavi, sottoposti a severe punizioni fisiche per aver tentato di fuggire e sono alla mercé dei loro comandanti. Ci sono stati molti casi di donne di leva che hanno subito abusi sessuali. Le richieste di congedo vengono soddisfatte con arresti, detenzioni e persino torture. Di conseguenza, soffrono di problemi di morale e alcuni eritrei lasciano addirittura il paese per schivare la leva. Nel 2017 il numero di eritrei in fuga dalla leva verso altri paesi ha raggiunto le migliaia.
La diserzione è diventata un problema così serio che intere compagnie sono state "svuotate" e ridotte alle dimensioni di plotoni poiché un gran numero di soldati e ufficiali inferiori sono fuggiti, spesso nel vicino Sudan o, in misura minore, in Etiopia. Molti riservisti si sono rifiutati di partecipare alle regolari esercitazioni militari. Per affrontare questo problema, nel 2014 il governo eritreo del presidente Afwerki si è impegnato a far rispettare un limite di diciotto mesi per il servizio nazionale, anche se c'è scetticismo sul fatto che la promessa sarà effettivamente attuata o meno. Il governo ha dichiarato che la durata del servizio nazionale è necessaria a causa delle continue ostilità e dell'occupazione illegale del territorio eritreo da parte dell'Etiopia.

Nel 2015, un rapporto delle Nazioni Unite documentò vasti abusi dei diritti umani all'interno dell'esercito eritreo e dichiarò:
Infatti, la durata indefinita del servizio nazionale, le sue terribili condizioni - tra cui la detenzione arbitraria, la tortura, la tortura sessuale, il lavoro forzato, l'assenza di congedo e la paga ridicola - e le implicazioni che ha per la possibilità di qualsiasi individuo di fondare una famiglia, una vita familiare e condizioni di lavoro favorevoli fanno del servizio nazionale un'istituzione in cui pratiche simili alla schiavitù sono di routine.
Molti renitenti eritrei sono fuggiti in Europa e in Israele dall'inizio della crisi migratoria europea. Dal 2002, i giovani eritrei sono costretti a fare il servizio militare illimitato che include il lavoro forzato. Nel settembre dello stesso anno, il governo eritreo arrestò giornalisti di spicco e lasciò lavorare solo i media filogovernativi.

## Gradi ed insegne militari
Ufficiali
| Gruppo gradi     | Ufficiali generali/di bandiera | Ufficiali generali/di bandiera | Ufficiali generali/di bandiera | Ufficiali generali/di bandiera | Ufficiali generali/di bandiera | Ufficiali generali/di bandiera | Ufficiali generali/di bandiera | Ufficiali generali/di bandiera | Ufficiali generali/di bandiera | Ufficiali generali/di bandiera | Ufficiali da campo/senior | Ufficiali da campo/senior | Ufficiali da campo/senior | Ufficiali da campo/senior | Ufficiali da campo/senior | Ufficiali da campo/senior | Ufficiali junior | Ufficiali junior | Ufficiali junior | Ufficiali junior | Ufficiali junior | Ufficiali junior | Ufficiali junior | Ufficiali junior | Allievo ufficiale | Allievo ufficiale | Allievo ufficiale | Allievo ufficiale | Allievo ufficiale | Allievo ufficiale | Allievo ufficiale | Allievo ufficiale | Allievo ufficiale | Allievo ufficiale | Allievo ufficiale | Allievo ufficiale |
| ---------------- | ------------------------------ | ------------------------------ | ------------------------------ | ------------------------------ | ------------------------------ | ------------------------------ | ------------------------------ | ------------------------------ | ------------------------------ | ------------------------------ | ------------------------- | ------------------------- | ------------------------- | ------------------------- | ------------------------- | ------------------------- | ---------------- | ---------------- | ---------------- | ---------------- | ---------------- | ---------------- | ---------------- | ---------------- | ----------------- | ----------------- | ----------------- | ----------------- | ----------------- | ----------------- | ----------------- | ----------------- | ----------------- | ----------------- | ----------------- | ----------------- |
| Esercito eritreo |                                |                                |                                |                                |                                |                                |                                |                                |                                |                                |                           |                           |                           |                           |                           |                           |                  |                  |                  |                  |                  |                  |                  |                  |                   |                   |                   |                   |                   |                   |                   |                   |                   |                   |                   |                   |
| Maggior generale | Maggior generale               | Generale di brigata            | Generale di brigata            | Colonnello                     | Colonnello                     | Tenente colonnello             | Tenente colonnello             | Maggiore                       | Maggiore                       | Capitano                       | Capitano                  | Tenente                   | Tenente                   | Tenente                   | Secondo tenente           | Secondo tenente           | Secondo tenente  |                  |                  |                  |                  |                  |                  |                  |                   |                   |                   |                   |                   |                   |                   |                   |                   |                   |                   |                   |

Arruolati
| Gruppo gradi     | Sottufficiali senior | Sottufficiali senior | Sottufficiali senior | Sottufficiali senior | Sottufficiali senior | Sottufficiali senior | Sottufficiali senior | Sottufficiali senior | Sottufficiali senior | Sottufficiali senior | Sottufficiali senior | Sottufficiali senior | Sottufficiali senior | Sottufficiali senior | Sottufficiali senior | Sottufficiali senior | Sottufficiali senior | Sottufficiali senior | Sottufficiali senior | Sottufficiali senior | Sottufficiali senior | Sottufficiali senior | Sottufficiali junior | Sottufficiali junior | Sottufficiali junior | Sottufficiali junior | Sottufficiali junior | Sottufficiali junior | Arruolati | Arruolati | Arruolati | Arruolati | Arruolati | Arruolati | Arruolati      | Arruolati      |
| ---------------- | -------------------- | -------------------- | -------------------- | -------------------- | -------------------- | -------------------- | -------------------- | -------------------- | -------------------- | -------------------- | -------------------- | -------------------- | -------------------- | -------------------- | -------------------- | -------------------- | -------------------- | -------------------- | -------------------- | -------------------- | -------------------- | -------------------- | -------------------- | -------------------- | -------------------- | -------------------- | -------------------- | -------------------- | --------- | --------- | --------- | --------- | --------- | --------- | -------------- | -------------- |
| Esercito eritreo |                      |                      |                      |                      |                      |                      |                      |                      |                      |                      |                      |                      |                      |                      |                      |                      |                      |                      |                      |                      |                      |                      |                      |                      |                      |                      |                      |                      |           |           |           |           |           |           | Nessun'insegna | Nessun'insegna |
| Esercito eritreo | Sergente capo        | Sergente capo        | Sergente scelto      | Sergente scelto      | Sergente scelto      | Sergente scelto      | Sergente scelto      | Sergente scelto      | Sergente             | Sergente             | Sergente             | Sergente             | Sergente             | Sergente             | Caporale             | Caporale             | Caporale             | Caporale             | Soldato scelto       | Soldato scelto       | Soldato scelto       | Soldato scelto       | Soldato scelto       | Soldato scelto       | Soldato              | Soldato              |                      |                      |           |           |           |           |           |           |                |                |

## Equipaggiamento delle forze terrestri

### Armi di fanteria
| Nome                     | Tipo                      | Origini          | Note                                                |
| ------------------------ | ------------------------- | ---------------- | --------------------------------------------------- |
| AKM                      | Fucile d'assalto          | Unione Sovietica | [ 21 ]                                              |
| AK-47                    | Fucile d'assalto          | Unione Sovietica | [ 21 ]                                              |
| vz. 58                   | Fucile d'assalto          | Cecoslovacchia   | [ 21 ]                                              |
| M16                      | Fucile d'assalto          | Stati Uniti      | [ 21 ]                                              |
| IMI Galil                | Fucile d'assalto          | Israele          |                                                     |
| Beretta BM59             | Fucile da battaglia       | Italia           | [ 21 ]                                              |
| Makarov (pistola)        | Pistola semi-automatica   | Unione Sovietica | [ 21 ]                                              |
| Uzi                      | Fucile mitragliatore      | Israele          | [ 22 ]                                              |
| PK (mitragliatrice)      | Mitragliatrice media      | Unione Sovietica | [ 21 ]                                              |
| RPD (mitragliatrice)     | Mitragliatrice leggera    | Unione Sovietica | [ 21 ]                                              |
| DŠK                      | Mitragliatrice pesante    | Unione Sovietica | [ 21 ]                                              |
| FN P90                   | Fucile mitragliatore      | Belgio           |                                                     |
| RPG-7                    | Lanciarazzi               | Unione Sovietica | [ 21 ]                                              |
| Kornet-E                 | Missile guidato anticarro | Russia           | Contratto con la KPB russa per fornire 80 Kornet-E. |
| BGM-71-C, TOW migliorato | Missile guidato anticarro | Stati Uniti      |                                                     |

### Veicoli corazzati da combattimento
| Nome     | Tipo                                    | Quantità | Origini                    | Note |
| -------- | --------------------------------------- | -------- | -------------------------- | --- |
| T-55A    | Carro armato da combattimento           | 300      | Unione Sovietica           | 120 T-55A furono ordinati nel 2004 dalla Bulgaria e consegnati nel 2005 (i veicoli erano precedentemente nel servizio bulgaro). 150 T-55A in servizio e altri 150 T-55A sono in deposito. |
| BMP-1    | Veicolo da combattimento della fanteria | 50       | Unione Sovietica / Etiopia | Si crede che l'Eritrea ne abbia ricevuto qualcuno dall'Etiopia. |
| BTR-60PB | Veicolo trasporto truppe                | 100      | Unione Sovietica           | |
| MT-LB    | Veicolo trasporto truppe                | 10       | Unione Sovietica           | Acquistati dalla Bulgaria nel 2005. |

### Artiglieria
| Nome         | Tipo                 | Quantità | Origini          | Note                                              |
| ------------ | -------------------- | -------- | ---------------- | ------------------------------------------------- |
| 2S1 Gvozdika | Cannone semovente    | 20       | Unione Sovietica | Acquistati dalla Bulgaria nel 2005.               |
| BM-21 Grad   | Lanciarazzi multiplo | 25       | Unione Sovietica | .                                                 |
| BM-27 Uragan | Lanciarazzi multiplo | 9        | Unione Sovietica | Trasferiti dalla Bielorussia in Eritrea nel 2007. |
| M-46         | Obice trainato       | 30       | Unione Sovietica | Acquistato dalla Bulgaria nel 1999.               |

### Difesa aerea
| Nome              | Tipo                               | Quantità | Origini          | Note |
| ----------------- | ---------------------------------- | -------- | ---------------- | --- |
| ZSU-23-4 "Shilka" | Cannone antiaereo semovente        | 9        | Unione Sovietica | |
| 57 mm S-60        | Cannone antiaereo                  | 12       | Unione Sovietica | |
| 9K38 Igla         | Lanciamissili terra-aria portatile | 50       | Russia           | Alcuni di questi sono stati rintracciati nel gruppo islamico che abbatté gli aerei cargo bielorussi in quanto erano in partenza dall'Aeroporto Internazionale di Mogadiscio. |